# Platyops sterreri
Platyops sterreri é uma espécie de crustáceo da família Mysidae.
É endémica das Bermudas.